# Рокленд (округ Ла-Кросс, Вісконсин)
Рокленд (англ. Rockland) — селище (англ. village) в США, в округах Ла-Кросс і Монро штату Вісконсин. Населення — 765 осіб (2020).

## Географія
Рокленд розташований за координатами 43°54′26″ пн. ш. 90°55′2″ зх. д. / 43.90722° пн. ш. 90.91722° зх. д. (43.907207, -90.917271).  За даними Бюро перепису населення США в 2010 році селище мало площу 1,51 км², уся площа — суходіл. В 2017 році площа становила 1,74 км², уся площа — суходіл.

## Демографія
Згідно з переписом 2010 року, у селищі мешкали 594 особи в 228 домогосподарствах у складі 157 родин. Густота населення становила 393 особи/км².  Було 243 помешкання (161/км²).
Расовий склад населення:
| - 93,9 % — білих - 2,7 % — азіатів - 2,0 % — чорних або афроамериканців - 0,5 % — корінних американців |

До двох чи більше рас належало 0,7 %. Частка іспаномовних становила 0,7 % від усіх жителів.
За віковим діапазоном населення розподілялося таким чином: 25,8 % — особи молодші 18 років, 64,8 % — особи у віці 18—64 років, 9,4 % — особи у віці 65 років та старші. Медіана віку мешканця становила 37,0 року. На 100 осіб жіночої статі у селищі припадало 122,5 чоловіків;  на 100 жінок у віці від 18 років та старших — 120,5 чоловіків також старших 18 років.
Середній дохід на одне домашнє господарство  становив 65 396 доларів США (медіана — 60 000), а середній дохід на одну сім'ю — 69 831 долар (медіана — 65 893). Медіана доходів становила 44 609 доларів для чоловіків та 37 500 доларів для жінок. За межею бідності перебувало 8,0 % осіб, у тому числі 3,2 % дітей у віці до 18 років та 8,3 % осіб у віці 65 років та старших.
Цивільне працевлаштоване населення становило 330 осіб. Основні галузі зайнятості: виробництво — 27,6 %, будівництво — 14,8 %, освіта, охорона здоров'я та соціальна допомога — 14,5 %.